# Victor Vanderkelen
Victor Léopold Marie François Vanderkelen, né le 12 juin 1851 à Louvain et décédé le 13 novembre 1932 à Schaerbeek fut un homme politique libéral belge.
Vanderkelen fut industriel; il fut élu sénateur de l'arrondissement de Louvain, en suppléance de Gustave Swinnen, décédé en 1920.

## Sources
- Liberaal Archief